# Michael Tilson Thomas
Michael Tilson Thomas   (Los Angeles, 21 de desembre de 1944) és un director, pianista i compositor estatunidenc. Actualment és director musical de la Simfonia de San Francisco i director artístic de la New World Symphony, una acadèmia orquestral estatunidenca amb seu a Miami Beach, Florida.

## Biografia
Tilson Thomas va néixer a Los Angeles, Califòrnia, de Ted i Roberta Thomas, directora d'escena de Broadway i professora d'història de secundària respectivament. És net de notables estrelles del teatre yiddish Boris i Bessie Thomashefsky, que van actuar al districte de teatre yiddish de Manhattan. El talent familiar es remunta al besavi de Tilson Thomas, Pincus, actor i dramaturg, i abans a una llarga fila de cantors; el seu pare, Theodor Herzl Tomashefsky, era poeta i pintor.
Era un fill únic i un prodigi musical. Tilson Thomas va estudiar piano amb John Crown i composició i direcció amb Ingolf Dahl a la Universitat del Sud de Califòrnia. Com a estudiant de Friedelind Wagner, Tilson Thomas va ser ajudant de direcció musical i ajudant de direcció al Festival de Bayreuth.
Tilson Thomas viu a San Francisco amb el seu marit i parella de més de 40 anys, Joshua Robison. La parella es va casar el 2 de novembre de 2014.

## Carrera
Tilson Thomas ha dirigit una àmplia varietat de música i és un defensor particular de les obres modernes estatunidenques. També és famós per la seva interpretació de les obres de Gustav Mahler; ha enregistrat les nou simfonies de Mahler i altres obres orquestrals importants amb la Simfonica de San Francisco. Aquests enregistraments s'han publicat al format d'àudio d'alta resolució Super Audio CD de la pròpia discogràfica de San Francisco Symphony. Tilson Thomas també és conegut com a intèrpret principal de les obres d'Aaron Copland, Charles Ives i Steve Reich.
Una mostra de les composicions pròpies de Tilson Thomas inclouen From the Diary of Anne Frank (1990), Shówa/Shoáh (1995, que recorda el cinquantè aniversari dels Bombardejos atòmics d'Hiroshima i Nagasaki), Poems of Emily Dickinson (2002) i Llegenda urbana (2002).
Tilson Thomas també s'ha dedicat a l'educació musical. Dirigeix una sèrie de programes educatius titulats Keeping Score que ofereix una visió de la vida i les obres de grans compositors i va dirigir una sèrie de concerts per a joves amb la Filharmònica de Nova York. Tilson Thomas va fundar la "New World Symphony" a Miami el 1987. Més recentment, Tilson Thomas ha dirigit dues encarnacions de l'Orquestra Simfònica de YouTube, que reuneix joves músics de tot el món durant una setmana de formació i aprenentatge musical.
Actualment, Tilson Thomas és president del Projecte Tomashefsky, una empresa de 2 milions de dòlars creada el 2017 que registrarà i preservarà els èxits teatrals dels seus avis.
Boston, Buffalo, Nova York i Los Angeles
Del 1968 al 1994, Tilson Thomas va ser el director musical del Festival de Música Ojai set vegades. Després de guanyar el premi Koussevitzky a Tanglewood el 1969, Tilson Thomas va ser nomenat director assistent de l'Orquestra Simfònica de Boston. Aquell mateix any, va debutar com a director amb l'Orquestra Simfònica de Boston, substituint un mal estat de William Steinberg a mitjà concert i aconseguint així un reconeixement internacional a l'edat de 24 anys. Va romandre amb la Boston Symphony com a director assistent fins al 1974 i va fer diversos enregistraments amb l'orquestra per a "Deutsche Grammophon". Va ser director musical de l'Orquestra Filharmònica de Buffalo del 1971 al 1979 i va gravar per a Columbia Records amb l'orquestra. Entre 1971 i 1977, també va dirigir la sèrie de "Young People Concerts" amb la New York Philharmonic. Del 1981 al 1985, va ser director principal convidat de l'Orquestra Filharmònica de Los Angeles. Durant una representació de la vuitena simfonia de Mahler al Hollywood Bowl, un helicòpter va sobrevolar el lloc, interrompent el concert. Va ser quan Tilson Thomas va córrer famosament als escenaris enmig de la representació. El 2007, va tornar al Hollywood Bowl dirigint de nou la filharmònica de Los Angeles a la "Mahler Eighth", anunciant en broma: "Ara on érem?". Va tornar el 2013 amb la Segona Simfonia de Mahler, quan un altre helicòpter va sobrevolar el lloc. Tilson Thomas va aturar l'orquestra, però després va reprendre l'actuació.
New World and London
El 1987, Tilson Thomas va fundar la New World Symphony a Miami Beach, Florida, una acadèmia orquestral per a joves músics dotats la missió declarada de la qual és "preparar graduats altament dotats de programes musicals distingits per a papers de lideratge en orquestres i conjunts de tot el món". Actualment és el director artístic de l'acadèmia. Va tenir un paper fonamental en el desenvolupament del "New World Center", dissenyat per Frank Gehry, a Miami Beach, que es va inaugurar el 2011. Els dos tenien antecedents personals, amb Gehry de vegades sentat per a Tilson Thomas quan tots dos creixien a Los Angeles.
Del 1988 al 1995, Tilson Thomas va ser director principal de l'Orquestra Simfònica de Londres (LSO), i va gravar amb ells per a segells com Columbia (ara Sony Classical), inclosa la Simfonia núm. 3 de Mahler. A partir del 1995, va ostentar el títol de director principal convidat amb el LSO i es va convertir en el guardonat director d'orquestra el 2016.
San Francisco
Tilson Thomas es va convertir en l'11è director musical de la Simfònica de San Francisco el 1995. Va debutar originalment amb l'orquestra el gener de 1974 dirigint la Simfonia núm. 9 de Mahler. Durant la seva primera temporada amb la Simfònica de San Francisco, Tilson Thomas va incloure una obra d'un compositor estatunidenc en gairebé tots els seus programes, incloses les primeres interpretacions de l'orquestra de música de Lou Harrison, i va culminar amb "An American Festival", un enfocament de dues setmanes en la música estatunidenca. El juny del 2000, Michael Tilson Thomas i la Simfonia de San Francisco van presentar un festival històric de Mavericks de 12 concerts, que reconeixia les obres innovadores dels compositors estatunidencs del segle xx. Festivals addicionals de final de temporada al "Davies Symphony Hall" han inclòs exploracions de la música de Wagner, Prokofiev, Mahler, Stravinsky, Beethoven i Weill, incloent produccions semi-escenificades del ballet d'òpera Mlada de Rimsky-Korsakov, Fidelio de Beethoven i L'holandès errant de Wagner. Durant el seu mandat, l'orquestra va començar a emetre gravacions amb el seu propi segell SFS Media. L'octubre de 2017, l'orquestra va anunciar que Tilson Thomas acabaria el seu mandat com a director musical al final de la temporada 2019-2020 i, posteriorment, agafaria el títol de guardonat al director musical.
L'abril de 2005 va dirigir l'estrena de Carnegie Hall de The Thomashefskys: Music and Memories of a Life in the Yiddish Theatre, en part com a homenatge als seus propis avis. Altres orquestres estatunidenques han realitzat des de llavors aquesta producció, incloent l'Orquestra Simfònica de Chicago, Los Angeles Philharmonic, Orquestra Simfònica de Boston, Philadelphia Orchestra, Filharmònica de Nova York, Simfonia del Nou Món i la Simfònica de San Francisco. També s'ha gravat per a futures emissions a PBS.
Tilson Thomas va col·laborar amb YouTube el 2009 per ajudar a crear la YouTube Symphony Orchestra, una orquestra els membres de la qual van ser seleccionats de 30 països a partir de més de 3.000 audicions de vídeo a YouTube. L'Orquestra, a més de solistes com Mason Bates, Measha Brueggergosman, Joshua Roman, Gil Shaham, Yuja Wang, Jess Larsen, Charlie Liu i Derek Wang, van participar en una cimera de música clàssica a la ciutat de Nova York a la "Juilliard School" durant més de tres dies. L'esdeveniment va culminar amb un concert en directe al Carnegie Hallel dimecres 15 d'abril. El concert es va fer posteriorment disponible a YouTube. El 20 de març de 2011, Tilson Thomas també va dirigir la "YTSO2" (YouTube Symphony Orchestra 2) a Sydney.

## Cinema i TV
Les seves primeres aparicions a la televisió van ser als "Young People's Concerts" amb la New York Philharmonic, que es van emetre del 1971 al 1977. També ha fet aparicions regulars a PBS, amb emissions amb Tilson Thomas emeses des del 1972 fins al 2008. Vuit episodis de la sèrie "Great Performances de WNET" han comptat amb Tilson Thomas. També ha aparegut a la NHK japonesa i a la BBC moltes vegades en les darreres tres dècades.
El 1976, Tilson Thomas va aparèixer al costat de Bugs Bunny i Daffy Duck en un especial de primera hora, Bugs and Daffy's Carnival of the Animals, una acció en directe combinada/transmissió animada de El carnaval dels animals de Camille Saint-Saëns.

El 2011 va organitzar un espectacle escènic de concerts celebrant els seus avis i la música del teatre yiddish estatunidenc The Thomashefskys: Music and Memories of a Life in the Yiddish Theatre, que es va emetre el 2012 a la sèrie PBS "Great Performances".
Tilson Thomas acull la sèrie de televisió "Keeping Score", nou capítols d'estil documental d'una hora i vuit programes de concerts en directe, que van començar a emetre's a nivell nacional a les estacions de PBS a principis de novembre del 2006. Ell i la San Francisco Symphony han examinat la vida i la música de Gustav Mahler, Dmitri Xostakóvitx, Charles Ives, Hector Berlioz, Aaron Copland, Igor Stravinsky, Peter Ilitx Txaikovski i Ludwig van Beethoven.